# Климат Верхоянска
Климат Верхоянска — резко континентальный с экстремально морозной продолжительной зимой и тёплым коротким летом.
Осадков выпадает мало — 150—200 мм, что сравнимо с количеством осадков в пустынях. Заморозки возможны круглый год, включая и лето.
Самая низкая температура, зафиксированная в Верхоянске — −67,6 °C, абсолютный минимум температуры в северном полушарии (рекорд оспаривается Оймяконом); 
Самая высокая температура, зафиксированная в Верхоянске — 38 °C, абсолютный максимум температуры в Арктике.
Город считается полюсом холода и населённым пунктом с самыми экстремальными температурными перепадами.
В данной местности зимой  постоянно формируются температурные инверсии из-за чрезвычайно холодного и плотного воздуха Азиатского антициклона в глубоких впадинах, так что температура увеличивается, а не уменьшается с увеличением высоты.

## Общая климато-фенологическая характеристика месяцев года
Для каждого месяца есть определённая характеристика, соответствующая температурному режиму (среднемесячной температуре воздуха tcp) данного месяца:
Январь — экстремально морозный месяц со среднемесячной температурой около −42..−49 °C. Осадки выпадают в виде снега, снежный покров постоянный. Световой день короткий, от 1,5 в начале до 6 часов в конце месяца. Вегетация отсутствует.
Февраль — экстремально морозный месяц со среднемесячной температурой около −41..−43 °C. Осадки выпадают в виде снега. Снежный покров постоянный. Световой день короткий, от 6 в начале до 9,5 часов в конце месяца. Вегетация отсутствует.
Март — морозный месяц со среднемесячной температурой около −28..−30 °C. Осадки выпадают в виде снега. Снежный покров постоянный. Световой день увеличивается с 10 до 13,5 часов к концу месяца. Вегетация отсутствует.
Апрель — умеренно морозный месяц со среднемесячной температурой около −12..−13 °C. Осадки выпадают преимущественно в виде снега. Снежный покров постоянный, в последних числах месяца начинает таять. Световой день значительный (увеличивается с 13,5 до 17,5 часов к концу месяца). Вегетация отсутствует.
Май — прохладный месяц со среднемесячной температурой около +3..+5 °C. Осадки выпадают в виде дождя и снега. Устойчивый снежный покров тает в первой половине месяца, но в отдельных местах может сохраняться до третьей декады. Световой день длинный, от 18 часов в начале месяца, 7 мая наступают белые ночи, а 30 мая  полярный день. Начинается вегетация и пробуждение живой природы.
Июнь — тёплый (иногда — умеренно жаркий) месяц со среднемесячной температурой около +13..+15 °C. Осадки выпадают в основном в виде дождя, но возможен снег и  заморозки. Снежный покров, как правило, отсутствует. Полярный день продолжается в течение всего июня. Вегетация и процессы в живой природе активны.
Июль — умеренно жаркий месяц со среднемесячной температурой около +16..+17 °C (самый тёплый месяц). Осадки выпадают в виде дождя, но возможен мокрый снег, а в отдельные годы и заморозки. Снежный покров отсутствует. Полярный день заканчивается 15 июля, к концу месяца световой день сокращается до 19,5 часов. Вегетация и процессы в живой природе активны.
Август — тёплый месяц со среднемесячной температурой около +11..+12 °C. Осадки выпадают в основном в виде дождя, но возможен снег и заморозки. Снежный покров отсутствует. Белые ночи заканчиваются 7 августа. Световой день длинный (сокращается с 19,5  до 15 часов к концу месяца). Вегетация и процессы в живой природе активны.
Сентябрь — прохладный месяц со среднемесячной температурой около +2..+3 °C. Осадки выпадают в виде дождя и снега. Устойчивый снежный покров образуется в последних числах месяца. Световой день сокращается с 15 до 11,5 часов к концу месяца. Вегетация замедляется и прекращается во второй половине сентября, природа впадает в зимний анабиоз. В конце месяца на реках и озёрах уже возможен ледостав.
Октябрь — морозный месяц со среднемесячной температурой около
−14..−15 °C. Осадки выпадают преимущественно в виде снега. Снежный покров постоянный. Световой день сокращается с 11,5 до 7,5 часов к концу месяца. Вегетация отсутствует.
Ноябрь — крайне морозный месяц со среднемесячной температурой около −34..−36 °C. Осадки выпадают в виде снега. Снежный покров постоянный. Световой день сокращается с 7,5 до 3 часов к концу месяца. Вегетация отсутствует.
Декабрь — экстремально морозный месяц со среднемесячной температурой около −42..−44 °C. Осадки выпадают в виде снега. Снежный покров постоянный. Световой день в начале месяца  составляет 3 часа; с 16 по 28 декабря наблюдается полярная ночь (Солнце не восходит над горизонтом, в истинный полдень наблюдаются лишь гражданские сумерки); к концу месяца световой день увеличивается до 1,5 часов. Вегетация отсутствует.

## Общая характеристика
Климат Верхоянска — самый холодный на материке (после Оймякона). Средняя годовая температура здесь составляет −14,5 °C (в Оймяконе −15,5 °С). Зимы в Верхоянске крайне морозные и долгие: снег лежит с конца сентября по начало мая;  с 10 ноября по 15 марта оттепели абсолютно исключены, а морозы ниже −50 °C случаются практически каждый год и не являются чем-либо необыкновенным, однако при вторжении циклона с Тихого океана температура может за пару дней повыситься до −20 °C и пойти снегопад. Среднесуточная температура опускается ниже 0 °C в среднем в третьей декаде сентября, а выше 0 °C  становится только в первой декаде мая. Самым сухим месяцем является апрель (4 мм осадков). Самыми влажными — июль, когда выпадает в среднем  34 мм осадков.
Ввиду резко континентального климата и отсутствия крупных водоёмов в окрестностях города температурный режим сильно зависит от поступающей солнечной энергии на поверхность земли. Так, весна теплее осени, август холоднее июня, а февраль теплее декабря.
В целом, большую часть года занимает зима с продолжительностью около 7,5 месяцев. Лето длится всего 1,5 месяца, а весна и осень — два коротких переходных сезона с большими перепадами температур (с резким сезонным снижением/повышением температуры), которые длятся около 1-1,5 месяцев.

### Температура воздуха
Средняя температура воздуха в Верхоянске по данным многолетних наблюдений составляет −14,5 °C. Наиболее тёплый месяц — июль, его средняя температура 16,5 °C. Наиболее холодный месяц — январь со средней температурой −45,4 °C. Третий по холоду январь 1900 -54.1°, был в точности как и в Делянкире в 1964 и в Оймяконе в 1931 году, а ещё холоднее были второй по холоду 1908 -55.1° и самый холодный 1892 -55.4° январи. Самая высокая температура, отмеченная в Верхоянске за весь период наблюдений, — +38 °C (20 июня 2020 года), а самая низкая составляет −67,8 °C (1 января, 5—7 февраля 1892 года). Интересно, что ноябрьская минимальная среднемесячная не является самой низкой по Якутии, так в Юртах в 1958 году она достигла -46.1°, что на 1.9° холоднее наименьшей Верхоянска, также Верхоянск является единственным в Якутии городом, в котором в октябре официально была отмечена температура под -49°, что делает его ниже второй самой низкой температуры апреля Шелагонец (-48.5°), хотя всё же повыше абсолютного минимума апреля в Шелагонцах (-49.5°). Но очевидно это из-за более малого ряда измерений в Оймяконе, при той же базе как и у Верхоянска октябрьский минимум на признанном полюсе холода вполне бы мог достичь -50°. При этом минимальная мартовская среднемесячная в Саха также отмечалась в Делянкире и составила -39.3° С в марте 1954 года, что на градус ниже рекорда Верхоянска.
Погода с устойчивой положительной температурой устанавливается, в среднем, 8 мая, а с устойчивой средней температурой ниже нуля — 22 сентября.
| Максимальная и минимальная среднемесячная температура | Максимальная и минимальная среднемесячная температура | Максимальная и минимальная среднемесячная температура | Максимальная и минимальная среднемесячная температура | Максимальная и минимальная среднемесячная температура | Максимальная и минимальная среднемесячная температура | Максимальная и минимальная среднемесячная температура | Максимальная и минимальная среднемесячная температура | Максимальная и минимальная среднемесячная температура | Максимальная и минимальная среднемесячная температура | Максимальная и минимальная среднемесячная температура | Максимальная и минимальная среднемесячная температура | Максимальная и минимальная среднемесячная температура |
| Месяц                                                 | Янв                                                   | Фев                                                   | Мар                                                   | Апр                                                   | Май                                                   | Июн                                                   | Июл                                                   | Авг                                                   | Сен                                                   | Окт                                                   | Ноя                                                   | Дек                                                   |
| Самый тёплый, °C                                      | −38,6                                                 | −33,8                                                 | −17,9                                                 | −4,6                                                  | 8,1                                                   | 19,2                                                  | 22,0                                                  | 15,5                                                  | 6,4                                                   | −7,9                                                  | −25,3                                                 | −36,0                                                 |
| Самый холодный, °C                                    | −55,4                                                 | −50,7                                                 | −38,3                                                 | −22,3                                                 | −2,2                                                  | 8,7                                                   | 11,4                                                  | 7,2                                                   | −1,5                                                  | −22,1                                                 | −44,2                                                 | −52,7                                                 |
| ----------------------------------------------------- | ----------------------------------------------------- | ----------------------------------------------------- | ----------------------------------------------------- | ----------------------------------------------------- | ----------------------------------------------------- | ----------------------------------------------------- | ----------------------------------------------------- | ----------------------------------------------------- | ----------------------------------------------------- | ----------------------------------------------------- | ----------------------------------------------------- | ----------------------------------------------------- |

|                | Янв  | Фев  | Мар  | Апр  | Май  | Июн  | Июл  | Авг  | Сен  | Окт  | Ноя  | Дек  |
| -------------- | ---- | ---- | ---- | ---- | ---- | ---- | ---- | ---- | ---- | ---- | ---- | ---- |
| Самый тёплый   | 2016 | 1995 | 2017 | 2014 | 2010 | 2020 | 2001 | 2008 | 1995 | 1947 | 1927 | 1901 |
| Самый холодный | 1892 | 1919 | 1886 | 1896 | 1963 | 2004 | 1990 | 1915 | 1885 | 1940 | 1958 | 1885 |

| Год                   | Янв  | Фев  | Мар  | Апр  | Май  | Июн  | Июл  | Авг  | Сен  | Окт  | Ноя  | Дек  | Год  |
| --------------------- | ---- | ---- | ---- | ---- | ---- | ---- | ---- | ---- | ---- | ---- | ---- | ---- | ---- |
| Абсолютного максимума | 1997 | 1938 | 2017 | 1943 | 1981 | 2020 | 1988 | 1969 | 1934 | 1949 | 1975 | 1979 | 2020 |
| Абсолютного минимума  | 1892 | 1892 | 1912 | 1896 | 1890 | 1982 | 1964 | 1962 | 1957 | 1915 | 1960 | 1902 | 1892 |

### Осадки, относительная влажность воздуха и облачность
Среднегодовая сумма осадков в Верхоянске — около 150—200 мм (от 45 мм в 1911 году до 284 мм в 1978 году).

#### Количество осадков в течение последних лет
С июня по август выпадает большое количество осадков, максимум приходится на июль и август, а минимум осадков выпадает в марте и апреле. В течение года среднее количество дней с осадками — около 170 (от 9 дней в августе до 19 дней в декабре). Самым дождливым месяцем был июль 2005 года, когда выпало 114 мм осадков (при норме 34 мм).
Нижняя облачность составляет 1,5 балла, общая облачность — 5,8 балла.
| Облачность                | Облачность | Облачность | Облачность | Облачность | Облачность | Облачность | Облачность | Облачность | Облачность | Облачность | Облачность | Облачность | Облачность |
| Месяц                     | Янв        | Фев        | Мар        | Апр        | Май        | Июн        | Июл        | Авг        | Сен        | Окт        | Ноя        | Дек        | Год        |
| Общая облачность, баллов  | 5,0        | 4,8        | 4,3        | 5,0        | 6,5        | 6,4        | 6,3        | 6,6        | 7,1        | 6,7        | 5,8        | 5,0        | 5,8        |
| Нижняя облачность, баллов | 0,1        | 0,1        | 0,1        | 0,6        | 2,6        | 3,0        | 3,0        | 3,2        | 3,3        | 1,7        | 0,3        | 0,1        | 1,5        |
| ------------------------- | ---------- | ---------- | ---------- | ---------- | ---------- | ---------- | ---------- | ---------- | ---------- | ---------- | ---------- | ---------- | ---------- |

| Число ясных, облачных и пасмурных дней при учёте общей облачности | Число ясных, облачных и пасмурных дней при учёте общей облачности | Число ясных, облачных и пасмурных дней при учёте общей облачности | Число ясных, облачных и пасмурных дней при учёте общей облачности | Число ясных, облачных и пасмурных дней при учёте общей облачности | Число ясных, облачных и пасмурных дней при учёте общей облачности | Число ясных, облачных и пасмурных дней при учёте общей облачности | Число ясных, облачных и пасмурных дней при учёте общей облачности | Число ясных, облачных и пасмурных дней при учёте общей облачности | Число ясных, облачных и пасмурных дней при учёте общей облачности | Число ясных, облачных и пасмурных дней при учёте общей облачности | Число ясных, облачных и пасмурных дней при учёте общей облачности | Число ясных, облачных и пасмурных дней при учёте общей облачности | Число ясных, облачных и пасмурных дней при учёте общей облачности |
| Месяц                                                             | Янв                                                               | Фев                                                               | Мар                                                               | Апр                                                               | Май                                                               | Июн                                                               | Июл                                                               | Авг                                                               | Сен                                                               | Окт                                                               | Ноя                                                               | Дек                                                               | Год                                                               |
| Ясных дней                                                        | 8                                                                 | 8                                                                 | 11                                                                | 8                                                                 | 3                                                                 | 3                                                                 | 3                                                                 | 3                                                                 | 2                                                                 | 3                                                                 | 6                                                                 | 8                                                                 | 66                                                                |
| Облачных дней                                                     | 15                                                                | 13                                                                | 14                                                                | 15                                                                | 16                                                                | 17                                                                | 17                                                                | 17                                                                | 14                                                                | 15                                                                | 15                                                                | 16                                                                | 184                                                               |
| Пасмурных дней                                                    | 8                                                                 | 7                                                                 | 6                                                                 | 7                                                                 | 12                                                                | 10                                                                | 11                                                                | 11                                                                | 14                                                                | 13                                                                | 9                                                                 | 7                                                                 | 115                                                               |
| ----------------------------------------------------------------- | ----------------------------------------------------------------- | ----------------------------------------------------------------- | ----------------------------------------------------------------- | ----------------------------------------------------------------- | ----------------------------------------------------------------- | ----------------------------------------------------------------- | ----------------------------------------------------------------- | ----------------------------------------------------------------- | ----------------------------------------------------------------- | ----------------------------------------------------------------- | ----------------------------------------------------------------- | ----------------------------------------------------------------- | ----------------------------------------------------------------- |

| Число ясных, облачных и пасмурных дней при учёте нижней облачности | Число ясных, облачных и пасмурных дней при учёте нижней облачности | Число ясных, облачных и пасмурных дней при учёте нижней облачности | Число ясных, облачных и пасмурных дней при учёте нижней облачности | Число ясных, облачных и пасмурных дней при учёте нижней облачности | Число ясных, облачных и пасмурных дней при учёте нижней облачности | Число ясных, облачных и пасмурных дней при учёте нижней облачности | Число ясных, облачных и пасмурных дней при учёте нижней облачности | Число ясных, облачных и пасмурных дней при учёте нижней облачности | Число ясных, облачных и пасмурных дней при учёте нижней облачности | Число ясных, облачных и пасмурных дней при учёте нижней облачности | Число ясных, облачных и пасмурных дней при учёте нижней облачности | Число ясных, облачных и пасмурных дней при учёте нижней облачности | Число ясных, облачных и пасмурных дней при учёте нижней облачности |
| Месяц                                                              | Янв                                                                | Фев                                                                | Мар                                                                | Апр                                                                | Май                                                                | Июн                                                                | Июл                                                                | Авг                                                                | Сен                                                                | Окт                                                                | Ноя                                                                | Дек                                                                | Год                                                                |
| Ясных дней                                                         | 30                                                                 | 27                                                                 | 31                                                                 | 27                                                                 | 15                                                                 | 13                                                                 | 14                                                                 | 13                                                                 | 13                                                                 | 22                                                                 | 28                                                                 | 30                                                                 | 263                                                                |
| Облачных дней                                                      | 1                                                                  | 1                                                                  | 0                                                                  | 3                                                                  | 15                                                                 | 15                                                                 | 15                                                                 | 15                                                                 | 14                                                                 | 7                                                                  | 2                                                                  | 1                                                                  | 89                                                                 |
| Пасмурных дней                                                     | 0                                                                  | 0                                                                  | 0                                                                  | 0                                                                  | 1                                                                  | 2                                                                  | 2                                                                  | 3                                                                  | 3                                                                  | 2                                                                  | 0                                                                  | 0                                                                  | 14                                                                 |
| ------------------------------------------------------------------ | ------------------------------------------------------------------ | ------------------------------------------------------------------ | ------------------------------------------------------------------ | ------------------------------------------------------------------ | ------------------------------------------------------------------ | ------------------------------------------------------------------ | ------------------------------------------------------------------ | ------------------------------------------------------------------ | ------------------------------------------------------------------ | ------------------------------------------------------------------ | ------------------------------------------------------------------ | ------------------------------------------------------------------ | ------------------------------------------------------------------ |

## Климатограмма
| Показатель                    | Янв.  | Фев.  | Март  | Апр.  | Май   | Июнь | Июль | Авг. | Сен.  | Окт.  | Нояб. | Дек.  | Год   |
| ----------------------------- | ----- | ----- | ----- | ----- | ----- | ---- | ---- | ---- | ----- | ----- | ----- | ----- | ----- |
| Абсолютный максимум, °C       | −9,5  | −0,3  | 5,6   | 14,3  | 28,1  | 38   | 37,3 | 33,7 | 25,1  | 14,5  | 1,1   | −5,3  | 38    |
| Средний суточный максимум, °C | −41,6 | −36,7 | −18,8 | −1,8  | 10,3  | 20,6 | 23,4 | 19,2 | 8,7   | −8,5  | −30   | −40,6 | −7,9  |
| Средняя температура, °C       | −44,7 | −42,1 | −28,9 | −10,9 | 4,2   | 13,9 | 16,5 | 12,1 | 2,8   | −13,4 | −33,7 | −43,6 | −13,9 |
| Средний суточный минимум, °C  | −47,7 | −46,3 | −37,4 | −20,4 | −2    | 7,3  | 10   | 5,7  | −1,9  | −18   | −37,3 | −46,3 | −19,5 |
| Абсолютный минимум, °C        | −66,6 | −67,8 | −60,3 | −57,2 | −34,2 | −7,9 | −3,2 | −9,9 | −21,7 | −48,7 | −57,2 | −64,5 | −67,8 |
| Норма осадков, мм             | 5,9   | 5,3   | 4,6   | 4     | 15,8  | 29,9 | 34   | 29,8 | 21,9  | 12,6  | 11,2  | 6,4   | 181,4 |
| Источник: Погода и климат     |       |       |       |       |       |      |      |      |       |       |       |       |       |

| Средняя температура, 2001—н. в. | Средняя температура, 2001—н. в. | Средняя температура, 2001—н. в. | Средняя температура, 2001—н. в. | Средняя температура, 2001—н. в. | Средняя температура, 2001—н. в. | Средняя температура, 2001—н. в. | Средняя температура, 2001—н. в. | Средняя температура, 2001—н. в. | Средняя температура, 2001—н. в. | Средняя температура, 2001—н. в. | Средняя температура, 2001—н. в. | Средняя температура, 2001—н. в. | Средняя температура, 2001—н. в. | Средняя температура, 2001—н. в. |
| Месяц                           | Янв                             | Фев                             | Мар                             | Апр                             | Май                             | Июн                             | Июл                             | Авг                             | Сен                             | Окт                             | Ноя                             | Дек                             | Год                             | Тан к норме                     |
| 2001 год, °C                    | −49,6                           | −46                             | −30,2                           | −14,5                           | 5,4                             | 13,5                            | 21,9                            | 9,9                             | −1,3                            | −17,9                           | −34,7                           | −43                             | −15,5                           | −1,0                            |
| 2002 год, °C                    | −48,9                           | −41,8                           | −29,5                           | −12,3                           | 2                               | 15,2                            | 16,6                            | 14,1                            | 1,3                             | −17                             | −32,8                           | −46,2                           | −15                             | −0,5                            |
| 2003 год, °C                    | −45                             | −44,2                           | −25,2                           | −11,2                           | 1,4                             | 10,1                            | 18,9                            | 12,8                            | 4,5                             | −15,2                           | −34,1                           | −43,3                           | −14,2                           | +0,3                            |
| 2004 год, °C                    | −47                             | −44,9                           | −30,7                           | −14,3                           | 1,6                             | 8,7                             | 13,7                            | 11,7                            | 3                               | −20                             | −32,7                           | −45,1                           | −16,3                           | −1,8                            |
| 2005 год, °C                    | −45,7                           | −42,6                           | −30,1                           | −8,7                            | 6                               | 15,7                            | 16,5                            | 10,9                            | 4,8                             | −11,2                           | −28,9                           | −36,8                           | −12,5                           | +2,0                            |
| 2006 год, °C                    | −45,3                           | −40,9                           | −31,4                           | −17,4                           | 4,1                             | 12,6                            | 15,2                            | 12,8                            | 4,1                             | −13,1                           | −29,4                           | −42,2                           | −14,2                           | +0,3                            |
| 2007 год, °C                    | −41,6                           | −43,4                           | −29,5                           | −8,4                            | 6,3                             | 14,6                            | 14,6                            | 12,8                            | 4,2                             | −11,9                           | −31,3                           | −38                             | −12,6                           | +1,9                            |
| 2008 год, °C                    | −43,2                           | −38,5                           | −20,2                           | −13                             | 6,6                             | 12,7                            | 16,7                            | 15,5                            | 0,1                             | −12                             | −31,3                           | −47,5                           | −12,8                           | +1,7                            |
| 2009 год, °C                    | −43                             | −46,5                           | −29,4                           | −9,5                            | 3,1                             | 15,1                            | 16                              | 11,1                            | 4,7                             | −12,5                           | −38,7                           | −44,1                           | −14,4                           | +0,1                            |
| 2010 год, °C                    | −42,6                           | −43,7                           | −30,6                           | −12,3                           | 8,1                             | 14,4                            | 20,8                            | 12,7                            | 2,1                             | −14,1                           | −28,6                           | −43,9                           | −13,1                           | +1,4                            |
| 2011 год, °C                    | −44,5                           | −46,6                           | −23,1                           | −6,1                            | 3,2                             | 13,5                            | 19,5                            | 14,5                            | 1                               | −14,5                           | −35,5                           | −43,1                           | −13,4                           | +1,1                            |
| 2012 год, °C                    | −43                             | −41,8                           | −33,4                           | −11,4                           | 6,1                             | 15                              | 16,7                            | 11,3                            | 2,5                             | −12,9                           | −30,2                           | −39,8                           | −13,4                           | +1,1                            |
| 2013 год, °C                    | −47,5                           | −48,3                           | −31,1                           | −10                             | 7                               | 14,4                            | 15,5                            | 11,8                            | 1,9                             | −14,1                           | −33                             | −37                             | −14,2                           | +0,3                            |
| 2014 год, °C                    | −47,1                           | −43,5                           | −27,5                           | −4,6                            | 4,7                             | 13,9                            | 16,5                            | 14,9                            | 3,9                             | −13,9                           | −39,4                           | −46                             | −14,1                           | +0,4                            |
| 2015 год, °C                    | −45,4                           | −38,3                           | −23,6                           | −12                             | 3,9                             | 13,4                            | 16,5                            | 12,7                            | 3,1                             | −15,4                           | −32,3                           | −45,9                           | −13,6                           | +0,9                            |
| 2016 год, °C                    | −38,6                           | −43,6                           | −27,9                           | −8,2                            | 5                               | 13,1                            | 13,2                            | 10,6                            | 4,8                             | −10,1                           | −31,8                           | −43,6                           | −13                             | +1,5                            |
| 2017 год, °C                    | −43,8                           | −42,3                           | −17,9                           | −5,5                            | 2,6                             | 13,1                            | 12,9                            | 14,6                            | 2,6                             | −13,8                           | −31,3                           | −44,8                           | −12,8                           | +1,7                            |
| 2018 год, °C                    | −45,4                           | −39,4                           | −29,8                           | −6,8                            | 3,5                             | 15,6                            | 16                              | 14                              | 2,1                             | −8,6                            | −31,0                           | −43,4                           | −12,8                           | +1,7                            |
| 2019 год, °C                    | −46,5                           | −42,3                           | −28,6                           | -6,4                            | 4,2                             | 17,9                            | 14,4                            | 11,5                            | 3,9                             | -14,0                           | -33,6                           | -46,9                           | -13,9                           | +0,6                            |
| 2020 год, °C                    | −46,9                           | −38,7                           | −24,1                           | -6,3                            | 5,3                             | 19,2                            | 17,1                            | 9,6                             | 4,4                             | -9,2                            | -31,2                           | -43,2                           | -12,0                           | +2,5                            |
| 2021 год, °C                    | −48,6                           | −43,0                           | −26,5                           | -11,9                           | 6,9                             | 17,4                            | 17,2                            | 13,5                            | 3,6                             | -10,1                           | -30,0                           | -46,9                           | -13,2                           | +1,3                            |
| ------------------------------- | ------------------------------- | ------------------------------- | ------------------------------- | ------------------------------- | ------------------------------- | ------------------------------- | ------------------------------- | ------------------------------- | ------------------------------- | ------------------------------- | ------------------------------- | ------------------------------- | ------------------------------- | ------------------------------- |

Температура по дням во время волны жары в июне 2020 года в Верхоянске, +28 °C и выше
| Месяц/Число | 12 | 13 | 14 | 15 | 16 | 17   | 18   | 19   | 20   | 21   | 22   | 23   | 24   | 25   | 26   | 27   | 28   | 29 | 30 | Ср. мес. макс. | Норма | Аномалия + |
| Июнь, +t °C |    |    |    |    |    | 29,5 | 31,8 | 34,0 | 38,0 | 36,2 | 34,5 | 32,9 | 34,0 | 34,8 | 31,5 | 34,4 | 35,6 |    |    | 27,0           | 20.6  | +6.4       |
| ----------- | -- | -- | -- | -- | -- | ---- | ---- | ---- | ---- | ---- | ---- | ---- | ---- | ---- | ---- | ---- | ---- | -- | -- | -------------- | ----- | ---------- |

## Осадки

### Среднее количество дней с твёрдыми, жидкими и смешанными осадками
Самым сухим месяцем года в Верхоянске по статистике является март. Наибольшее же количество осадков выпадает в июле и августе.
| Вид осадков | Янв | Фев | Мар | Апр | Май | Июн | Июл | Авг | Сен | Окт | Ноя | Дек | Год |
| Твёрдые     | 17  | 15  | 12  | 8   | 4   | 0,3 | 0   | 0   | 4   | 17  | 18  | 16  | 111 |
| Смешанные   | 0   | 0   | 0   | 1   | 3   | 1   | 0,3 | 0,3 | 4   | 0,4 | 0   | 0   | 10  |
| Жидкие      | 0   | 0   | 0   | 0,1 | 5   | 13  | 14  | 14  | 6   | 0   | 0   | 0   | 52  |
| ----------- | --- | --- | --- | --- | --- | --- | --- | --- | --- | --- | --- | --- | --- |

### Снежный покров
| Месяц             | Июл | Авг | Сен | Окт | Ноя | Дек | Янв | Фев | Мар | Апр | Май | Июн | Год |
| ----------------- | --- | --- | --- | --- | --- | --- | --- | --- | --- | --- | --- | --- | --- |
| Число дней        | 0   | 0   | 2   | 24  | 29  | 30  | 31  | 28  | 31  | 28  | 5   | 0   | 207 |
| Высота (см)       | 0   | 0   | 0   | 5   | 12  | 16  | 20  | 22  | 24  | 18  | 1   | 0   |     |
| Макс. высота (см) | 0   | 16  | 14  | 37  | 60  | 44  | 44  | 45  | 46  | 46  | 36  | 3   | 60  |

### Среднее количество дней с различными явлениями
| Месяц        | Янв | Фев | Мар | Апр | Май  | Июн | Июл | Авг | Сен  | Окт | Ноя | Дек | Год |
| Дождь        | 0   | 0   | 0   | 1   | 8    | 14  | 14  | 14  | 10   | 0,4 | 0   | 0   | 61  |
| Снег         | 17  | 16  | 12  | 9   | 8    | 1   | 0,3 | 0,4 | 0,3  | 8   | 18  | 16  | 116 |
| Туман        | 1   | 0,3 | 0,2 | 0,1 | 0,03 | 0,1 | 1   | 5   | 5    | 1   | 0,1 | 1   | 15  |
| Мгла         | 0   | 0   | 0   | 0   | 0    | 0   | 1   | 1   | 0    | 0   | 0   | 0   | 2   |
| Гроза        | 0   | 0   | 0   | 0   | 0,1  | 2   | 3   | 1   | 0,03 | 0   | 0   | 0   | 6   |
| Метель       | 0   | 1   | 2   | 1   | 0,2  | 0   | 0   | 0   | 0    | 1   | 1   | 1   | 7   |
| Пыльная буря | 0   | 0   | 0   | 0   | 0,1  | 0,1 | 0,1 | 0,1 | 0    | 0   | 0   | 0   | 0,4 |
| Гололёд      | 0   | 0   | 0   | 0   | 0    | 0,1 | 0   | 0   | 0    | 0,1 | 0   | 0   | 0,2 |
| Изморозь     | 0,1 | 0   | 0   | 0   | 0    | 0   | 0   | 0   | 0,2  | 0   | 0   | 1   | 1   |
| ------------ | --- | --- | --- | --- | ---- | --- | --- | --- | ---- | --- | --- | --- | --- |

## Ветер

### Скорость ветра
| Месяц                | Янв | Фев | Мар | Апр | Май | Июн | Июл | Авг | Сен | Окт | Ноя | Дек | Год |
| -------------------- | --- | --- | --- | --- | --- | --- | --- | --- | --- | --- | --- | --- | --- |
| Скорость ветра (м/с) | 0,6 | 0,5 | 0,7 | 1,5 | 2,4 | 2,6 | 2,2 | 1,7 | 1,6 | 1,1 | 0,7 | 0,7 | 1,4 |

Среднегодовая скорость ветра в Верхоянске составляет 1,4 м/с или 5 км/ч. В тёплое время года скорость ветра выше, чем в холодное. Самым ветреным месяцем является июнь.